# Mikhajlo Lomonosov
Mikhajlo Lomonosov (russisk: Михайло Ломоносов) er en sovjetisk spillefilm fra 1955 af Aleksandr Ivanov.
Filmen handler om den berømte russiske videnskabsmand Mikhail Lomonosov, der efter studier i Tyskland vendte tilbage til Rusland, hvor han drømte om at grundlægge videnskabelige centre og at åbne et universitet.

## Medvirkende
- Boris Livanov som Mikhajlo Lomonosov
- Asta Vihandi som Jelizaveta Lomonosova
- Vladimir Sosjalskij som Sjuvalov
- Vladimir Belokurov som Prokop Andreevitj
- Sergej Plotnikov